# Stade municipal d'Akhisar
Le stade Akhisar Şehir (en turc: Akhisar Şehir Stadı) est le stade du club d'Akhisar Belediyespor.
La capacité du stade est de 5 500 spectateurs. Le stade est situé dans la province de Manisa.